# Kochut
Kochut — український бренд, створений 2013 року в Ужгороді трьома братами (Юрій, Роман, Ігор Кочут). Займається виготовленням рукотворних ювелірних прикрас та авторських дерев'яних виробів (переважно столи). У 2016 році бренд здобув премію ProBrand 2016 в номінації «Найкращі прикраси».
У 2018 році прикраса «Пташка на гілочці» потрапила до Скарбниці Національного музею історії України.
У 2016 році Кочути обігнали компанії «Pandora», і «Золотий вік» у рейтингу успішності в соцмережах. У 2019 році Kochut займала ТОП-20 найпопулярніших Instagram та Facebook сторінок рітейлерів України.
Ювелірні прикраси Kochut активно купують не тільки в Україні, а також за кордоном.
Прикраси від Кочут носять учасники музичних гуртів «Время и стекло», «НеАнгели», «Триставісім», «Тінь сонця», деякі білоруські етногрупи. У Франції прикраса Кочут носить співачка Zaz. У засновниці українського музичного гурту «ONUKA» є кулон «Помах крила» з гравіюванням. 2017 року Кочут виготовили кулон з горами «Еверест» для першої українки, яка підкорила Еверест, — Ірини Галай.

## Історія

### Kochut jewelry
Брати Юрій, Роман та Ігор Кочути почали виготовляти прикраси ще в старших класах школи. Однак професійно виготовленням прикрас зайнялися, коли вступили до Ужгородського національного університету. Навчалися троє на факультеті машинобудування. Освіта у вищому навчальному закладі дала змогу навчитися технології обробки металів, у тому числі хімічної й механічної. На початку виготовляли кулони й каблучки з міді, олова та латуні, після чого почали працювати зі сріблом та камінням. Першою ювелірною прикрасою, яку вони зробили для продажу, було лицарське намисто зі срібних орлів. Працювали в обладнаній міні-майстерні вдома.
Початок ювелірної творчості був дещо незвичайним: спочатку брати створили групу в соціальній мережі, де викладали фотографії своїх праць. Група називалась «Кохінур» — походить від одного з найбільших діамантів світу, що в перекладі означає «гора світла». Пізніше вони провели ребрендинг і назвали компанію своїм прізвищем.
Юрій Кочут говорить про це так:
|  | Як художник підписує картину своїм ім’ям, так і ювелір повинен позиціонувати створені прикраси як частину себе |

Сам Юрій Кочут і придумав назву бренду і намалював логотип «kochut» в той час, поки лежав у лікарні після отриманих опіків на репетиції до фаєр-шоу. 
У 2014 році Kochut Jewelry створили першу у світі ювелірну прикрасу з галієм.
У 2015 році брати відкрили свою першу ювелірну майстерню та згодом почали залучати до себе майстрів, менеджерів з продажу, контент-менеджерів та інших кадрів. Наприкінці 2017 року здійснюється переїзд у значно більшу майстерню, яка дала простір для створення ювелірного шоуруму в Ужгороді.
У 2018 році команда Kochut створила срібну корону для конкурсу краси в США «Міс Українка Нью-Джерсі». Над нею працювали 2 місяці. У короні 571 камінь, її вага — 199 грамів.
Kochut виготовили 5 перснів з фільму «Володар перснів». Одного разу їм надійшло замовлення на перстень зі справжнім метеоритом. Серед найдивніших виділяють каблучку із зубом і волоссям. Хлопець надіслав свій зуб, а дівчина — пасмо заплетеного волосся.

### Kochut wood
У 2018 році брати зайнялися активним обладнанням та прикрашанням шоуруму. Труднощі виникли при підборі столів та вітрин, оскільки вони не відповідали духу та стилю бренду. В результаті з'явилася ідея зробити власноруч стіл з епоксидною смолою, оскільки на їхню думку він найкраще відповідав концепції компанії. Таким чином братів затягнуло в проєкт, що отримав назву Kochut Wood.
У Kochut з'явився новий напрям, який полягав у виготовлені обідніх, журнальних столів, дерев'яних годинників, барних стійок, панно та інших виробів з дерева. Використовуватися почали, як і класичні породи: дуб, горіх, клен, так і екзотичні — морений дуб, американський горіх.
Концепція ручної праці не зникла, адже брати вважають, що таким чином вироби втрачають власну унікальну історію.

## Шоуруми

### Відень
20 жовтня 2017 року ужгородський ювелірний бренд Kochut при підтримці партнера Еки Майнхарт вперше презентував відразу кілька колекцій в Австрії. Ця подія стала початком створення першого шоуруму за межами України.
У жовтні 2018 року торгова точка відсвяткувала першу річницю. Захід відвідали Надзвичайний і Повноважний Посол України в Республіці Австрія Олександр Щерба, лідер гурту Тартак Олександр Положинський та інші.

### Київ
17 грудня 2018 року Kochut відкриває шоурум в Києві на Тарасівській, 6 А. Поділили його на 2 відділи: один на меблевий, другий на ювелірний.
В меблевому відділі представлені обідні, журнальні й кавові столи, а також панно з натурального дерева та надміцного полімеру. У ювелірному залі — кільця з білого і жовтого золота, срібла, а також сережки й кулони. Більшість виробів в одному екземплярі й розмірі, тому Кочути вирішили за краще не використовувати слово «магазин», зупинившись на слові «шоу-рум».

### Простейов
1 січня 2020 року при підтримці партнерів з Чехії, відкрився новий шоурум, у якому представлені лише прикраси. Варто відзначити, що співпраця з партнерами була налагоджена ще у 2018 році, однак на той момент продукція реалізовувалася через онлайн-торгівлю.